# 젊은 느티나무
《젊은 느티나무》는 강신재의 소설이다. 서울 주택가와 시골 과수원을 배경으로 부모의 재혼으로 만난 주인공 숙희와 오빠 현규와의 순수한 사랑과 갈등을 숙희의 관점에서 묘사하였다.

## 어록
- 나는 젊은 느티나무를 안고 웃고 있었다. 펑펑 울면서 온 하늘로 퍼져 가는 웃음을 웃고 있었다. 아아, 나는 그를 더 사랑하여도 되는 것이었다.(마지막 문장)
- 정직히 말한다면 내 기분은 일 분마다 달라진다.
- 편지를 거기 둔 건 나 읽으라는 친절인가?